# Tóth Béla (költő)
Tóth Béla (Muzslya, 1949 – ?, 2006. október 11.) képzőművész, költő.
Tóth Béla 1949-ben született a délvidéki Muzslyán. Az Újvidéki Képzőművészeti Akadémián szerzett oklevelet. Az 1970-es években részt vett számos vajdasági művésztelep munkájában. Élete során műveit a vajdasági városok mellett Nyugat-Európa számos országában, sőt Kanadában és Ausztráliában is kiállították. Foglalkozott szobrászattal, művészfotózással és vitrázzsal is. Verseit, novelláit több vajdasági és magyarországi folyóiratban publikálta.
2006. október 11-én hunyt el, 65 évesen.

## Munkái
- Elnapolták a holnapot. Versek, Sziveri János Művészeti Színpad, Muzslya, 2003.